# Giovanni Pietro della Torre

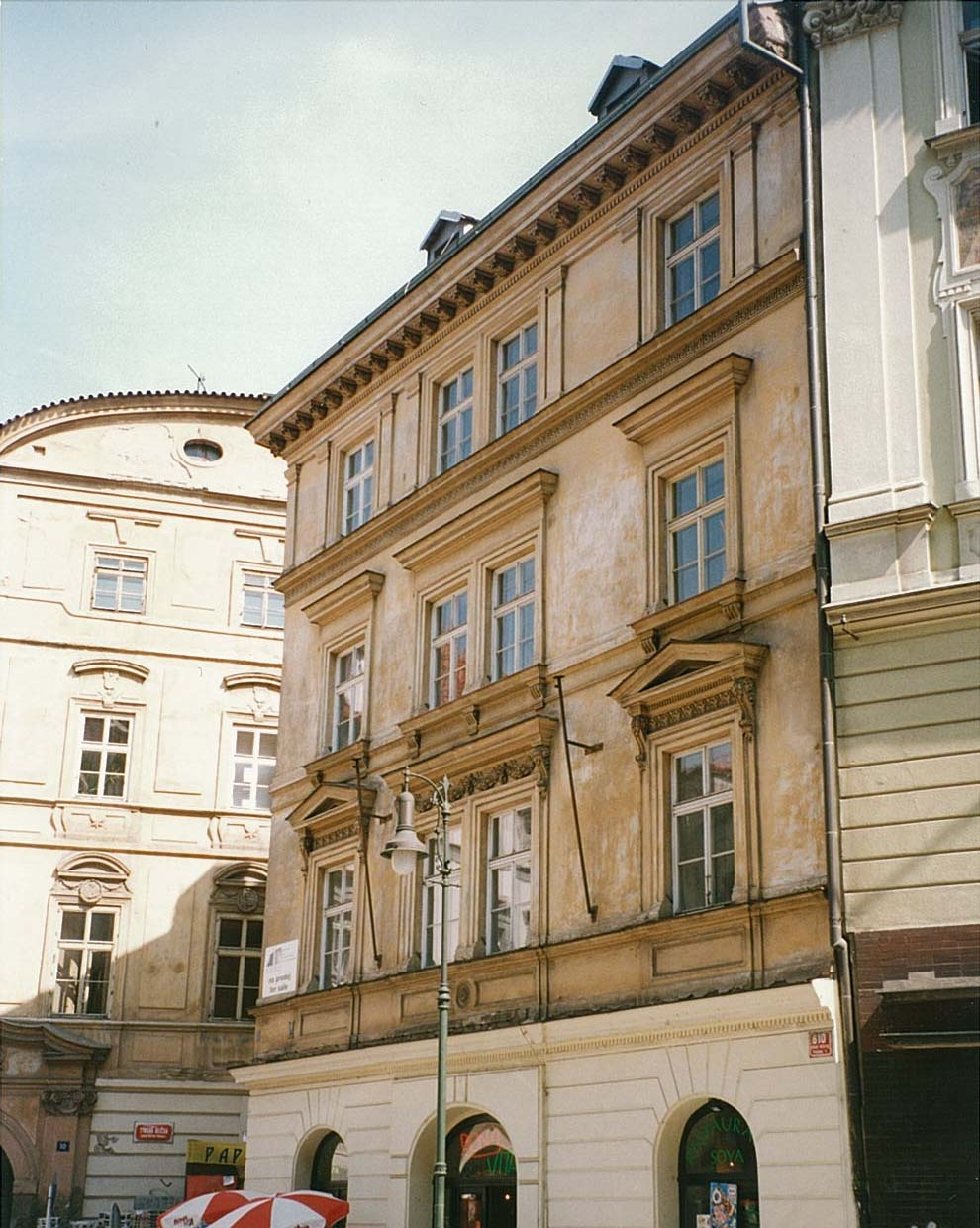
Vaterhaus von Torre in der Prager Altstadt

Giovanni Pietro della Torre (* 1660 in Böhmen; † 28. Februar 1711 in Prag) war königlicher Hofsteinmetzmeister in Prag und Bildhauer des Barock.

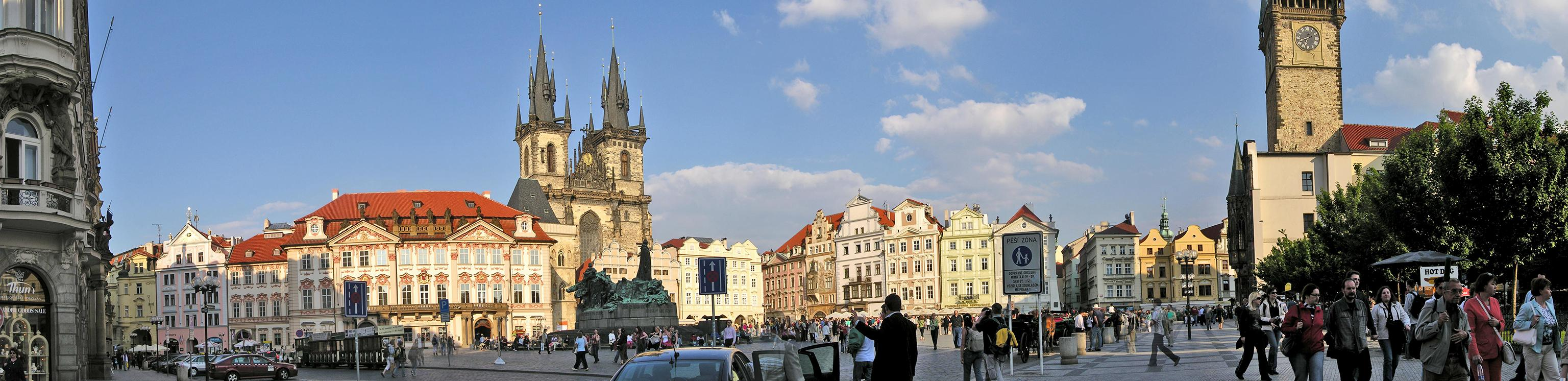
Prag, Altstädter Ring mit Teynkirche

Die Della Torres waren ein italienisches Patriziergeschlecht und im 13. Jahrhundert Herren von Mailand. Ob eine verwandtschaftliche Verbindung zu diesen besteht, ist freilich zweifelhaft. Am 30. Oktober 1663 wurde er, und die gesamte Familie seines Vaters, Prager Bürger.

## Leben
Pietro war ein Enkel des Baumeisters Bartolomeo della Torre, ein Sohn des Steinmetzmeisters Francesco della Torre und der Francisca Carlonin. Der Vater arbeitete als Mitarbeiter in der Baugesellschaft des Carlo Lurago in Prag und Böhmen, war einst aus Ramponio im Mailänder Gebiet zur Wiener Bauhütte und in den kaiserlichen Steinbruch am Leithaberg zugewandert. Ein Jahrhundert zuvor war dort ein Zentrum italienisch, schweizerischer Steinmetzen und Bildhauer nahe bei Wien entstanden.

### Lehre in Kaisersteinbruch
Francesco, inzwischen arrivierter Prager Hofsteinmetz geworden, gab Pietro 1674 zu Meister Ambrosius Ferrethi in die Lehre. Dieser leitete seit Jahren den Großauftrag für das Neue Gebäude der Wiener Hofburg, den Leopoldinischen Trakt. 1679 wurde Pietro zum Gesellen freigesprochen.

### Passauer Dom
Sein nächstes Ziel war der Passauer Dom, der seit 1668 wieder aufgebaut wurde. Hier vernichtete 1680 ein weiterer Brand die Inneneinrichtung. Francesco della Torre leitete die Steinmetzarbeiten, mehrere Prager Meister arbeiteten hier in Kameradschaft, verrechneten zu gleichen Teilen.
1683 konnte Wien, die Residenzstadt des Heiligen Römischen Reiches Deutscher Nation, dem Angriff der Türken standhalten. Den vielfältigen Zerstörungen, aber auch eine einzigartige Aufbruchstimmung, folgte eine Bautätigkeit großen Ausmaßes. 1684 starb der Kapo Carlo Lurago.

### Codex Austriacus vom 12. Februar 1684
Aufruf von Kaiser Leopold I. nach Baufachleuten.

„Leopoldus – Entbieten allen und jeden … insonderheit aber dejenigen Handwerks-Leuten so zu denen Gebäuden gehörig und notwendig, Unsere Gnad. Es ist leider jedermann bekannt, dass durch den feindlichen Türkischen Einfall das Land unter der Enns dermaßen verwüstet und entvölkert worden, dass an der Mannschaft, sonderlich der Handwerker, an Zimmerleuten, Maurern, Steinmetzen, Stukkatoren, Glasern, Tischlern, Hafner und Schlossern ein großer Mangel bei der Stadt Wien und auf dem Lande erscheinen wird … dass alle fremden Zimmerleut, Maurer, Steinmetz, … sie seien Meister oder Gesellen, sie kommen woher, wo sie wollen, … ungehindert arbeiten können.“

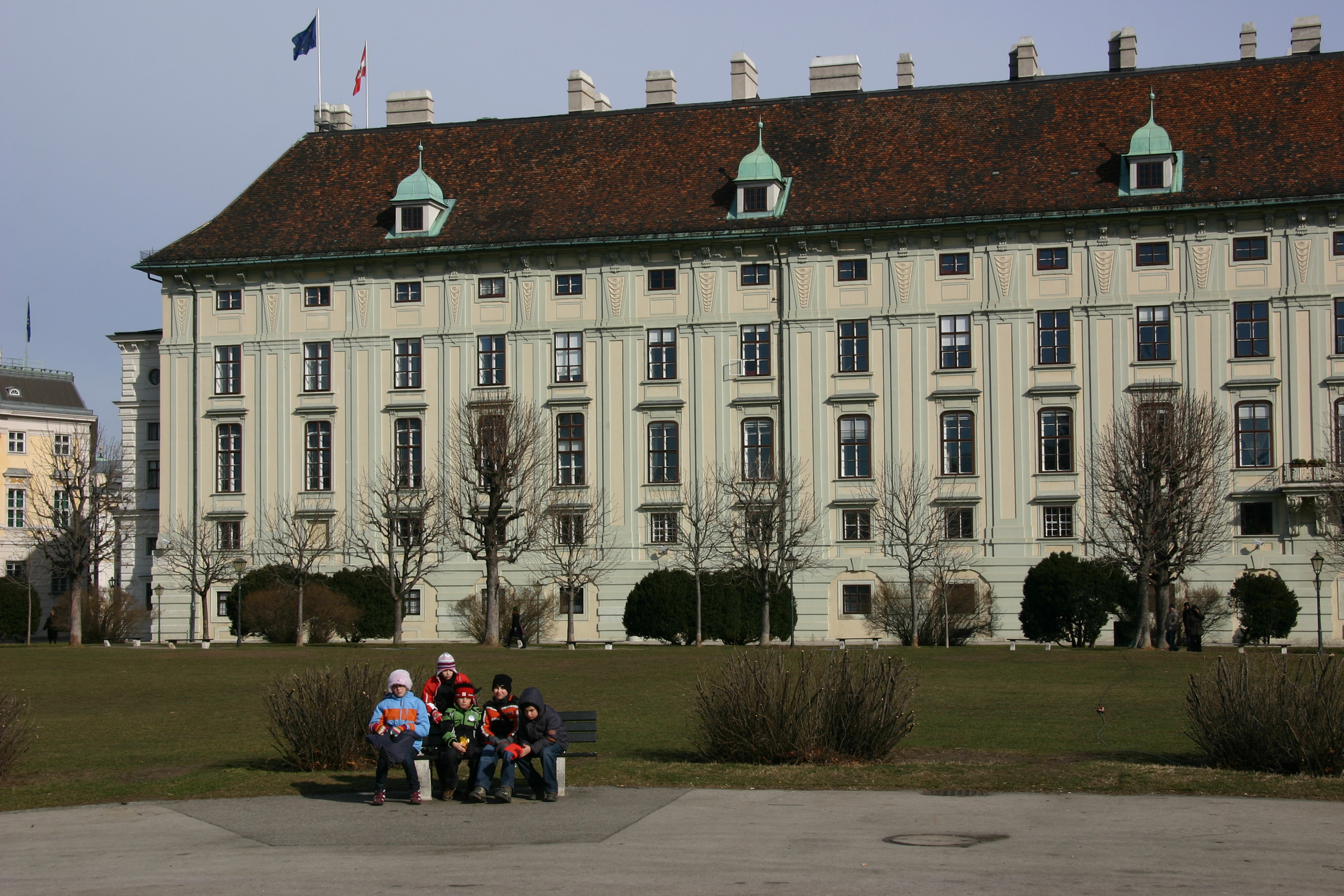
Wien, Leopoldinischer Trakt der Hofburg
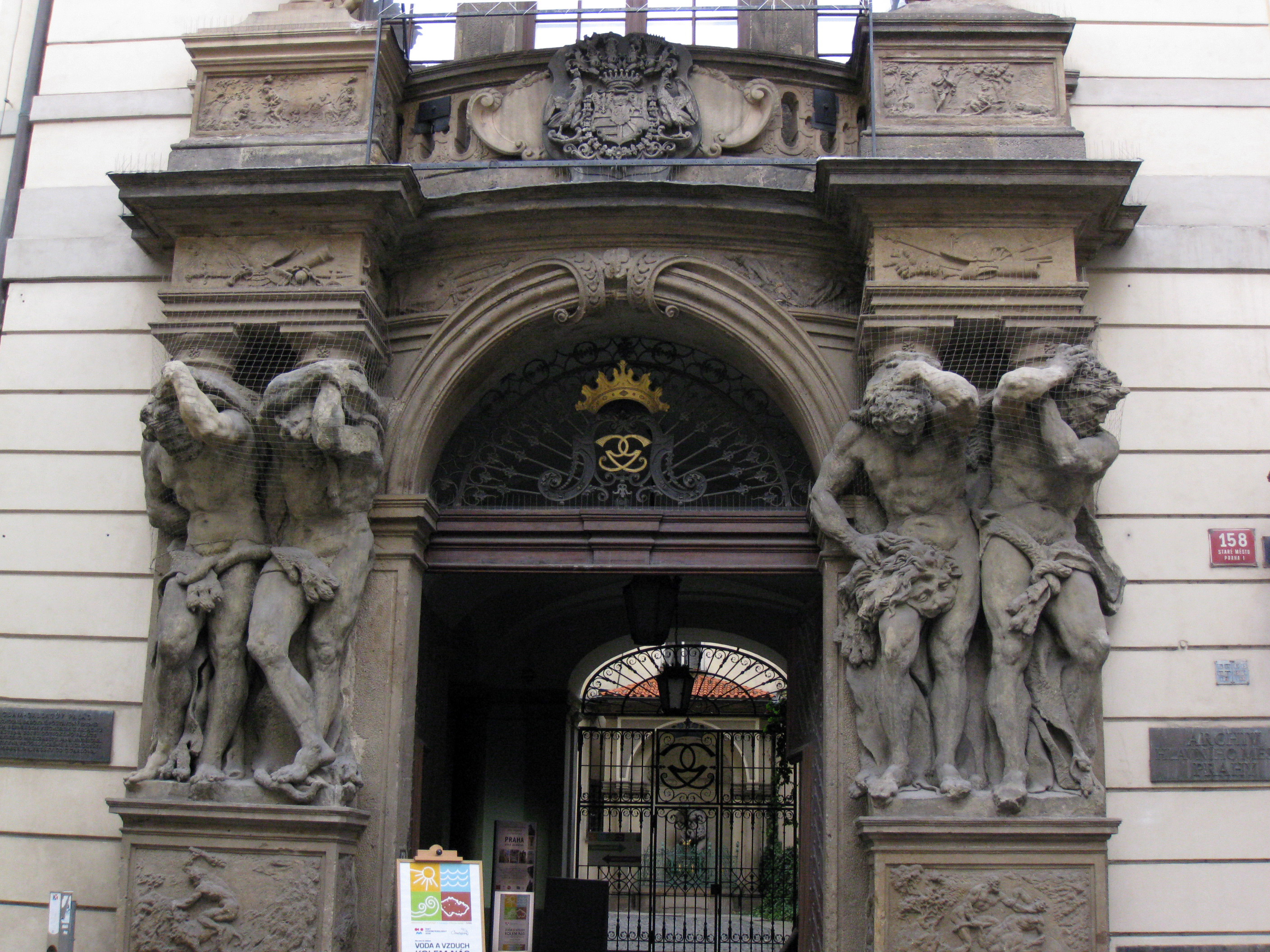
Prag, Palais Clam-Gallas, Portal mit Atlanten
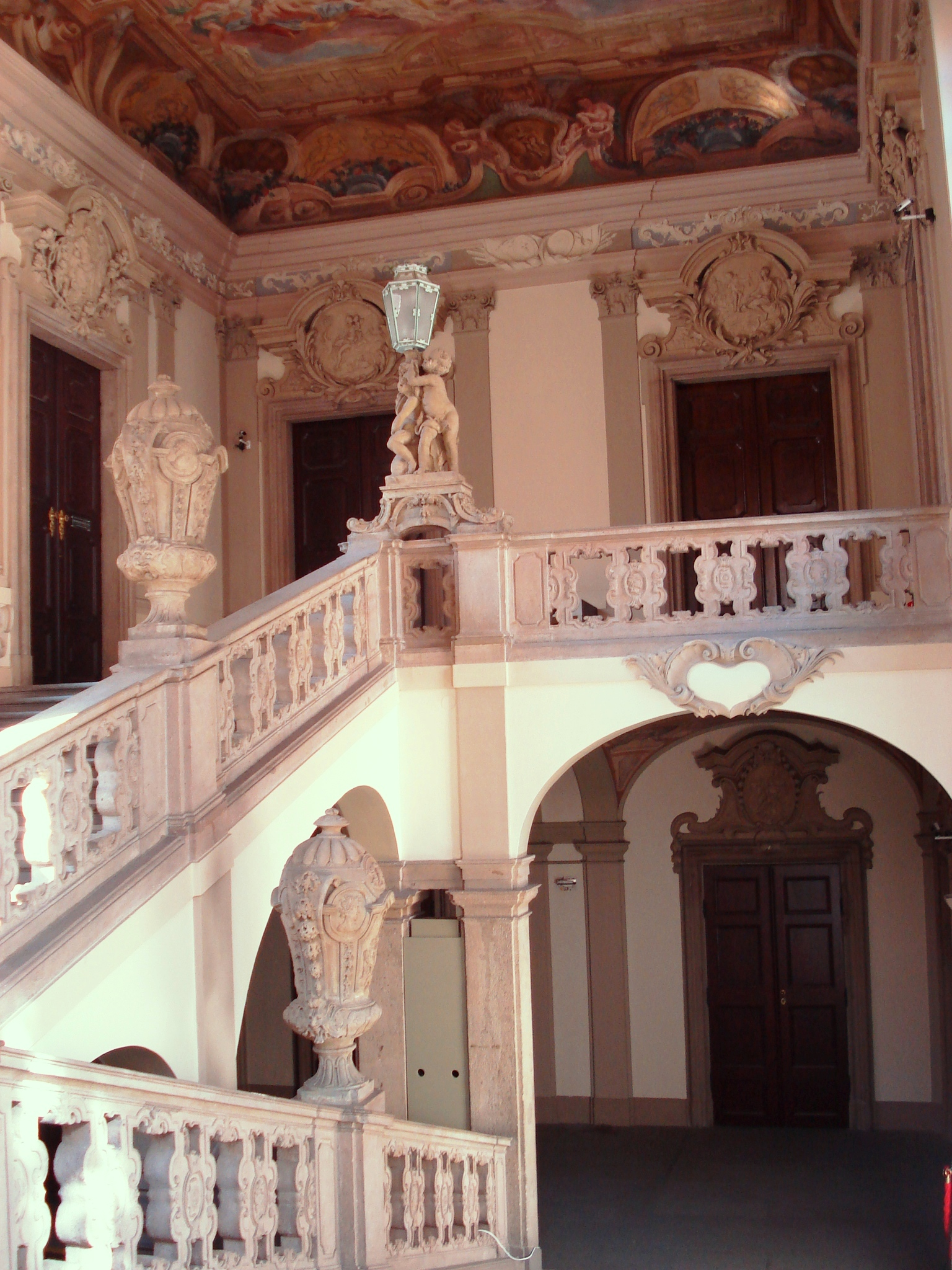
Prunktreppe
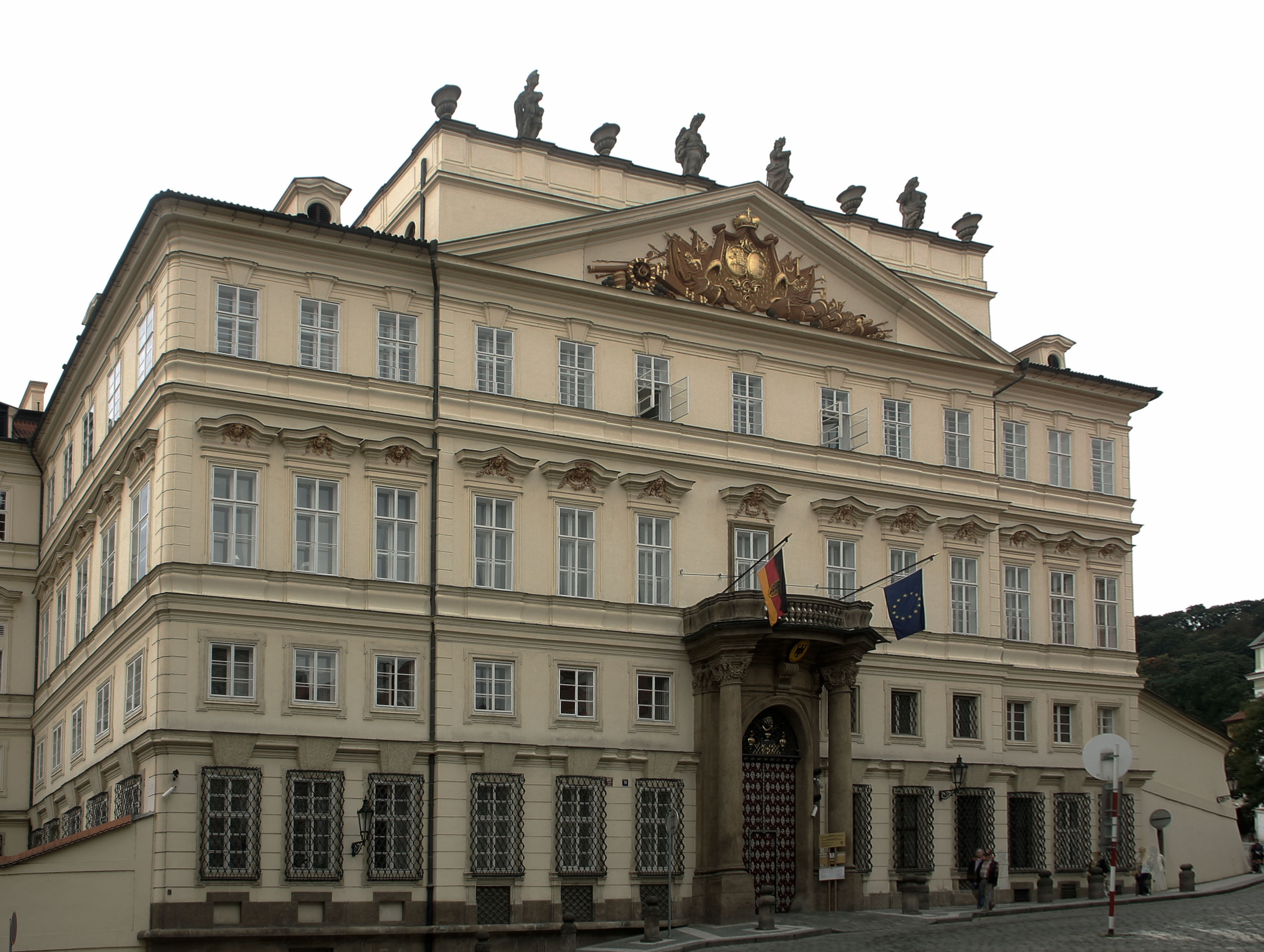
Prag, Palais Lobkowitz
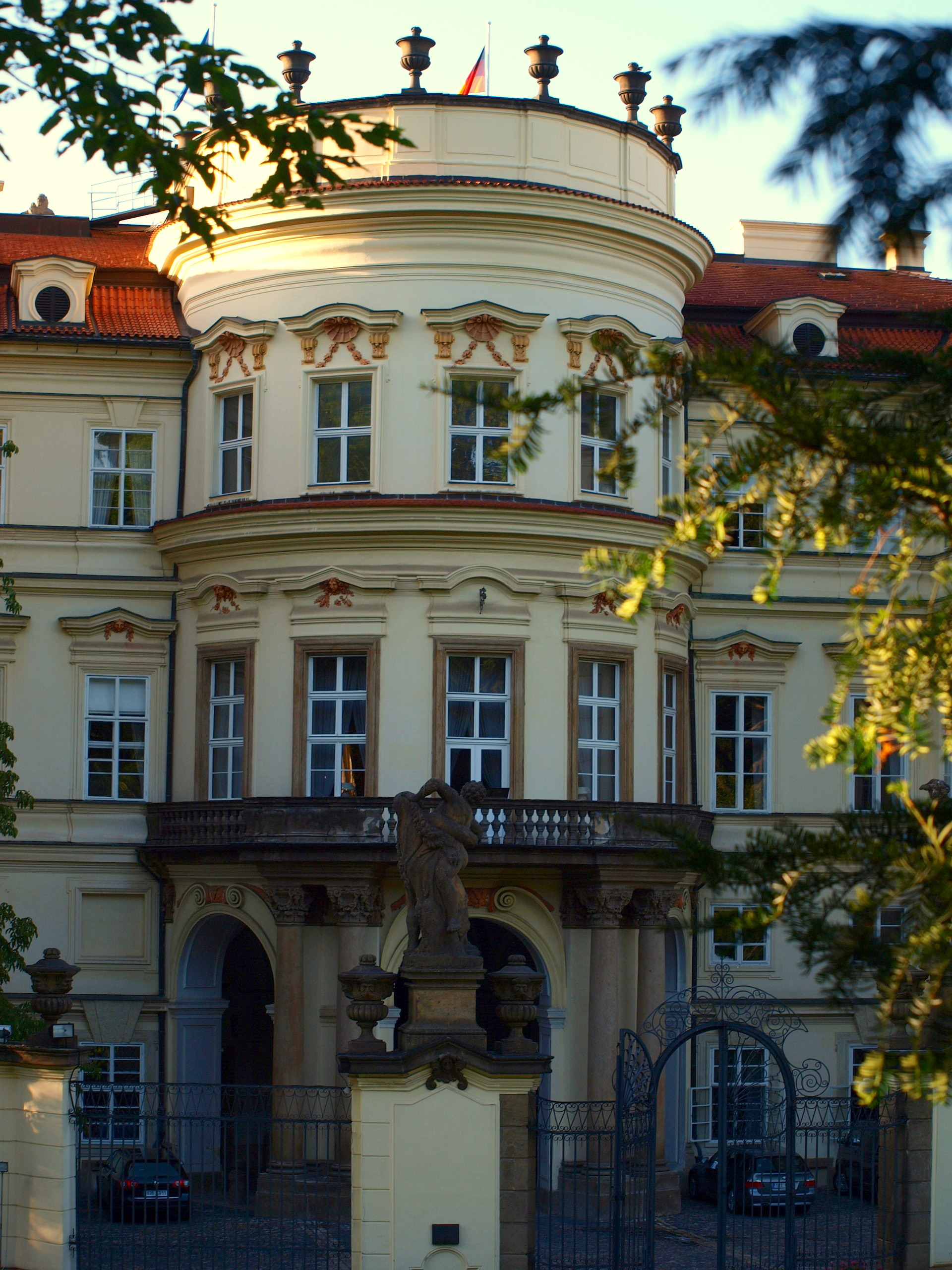
Steinvasen von Torre
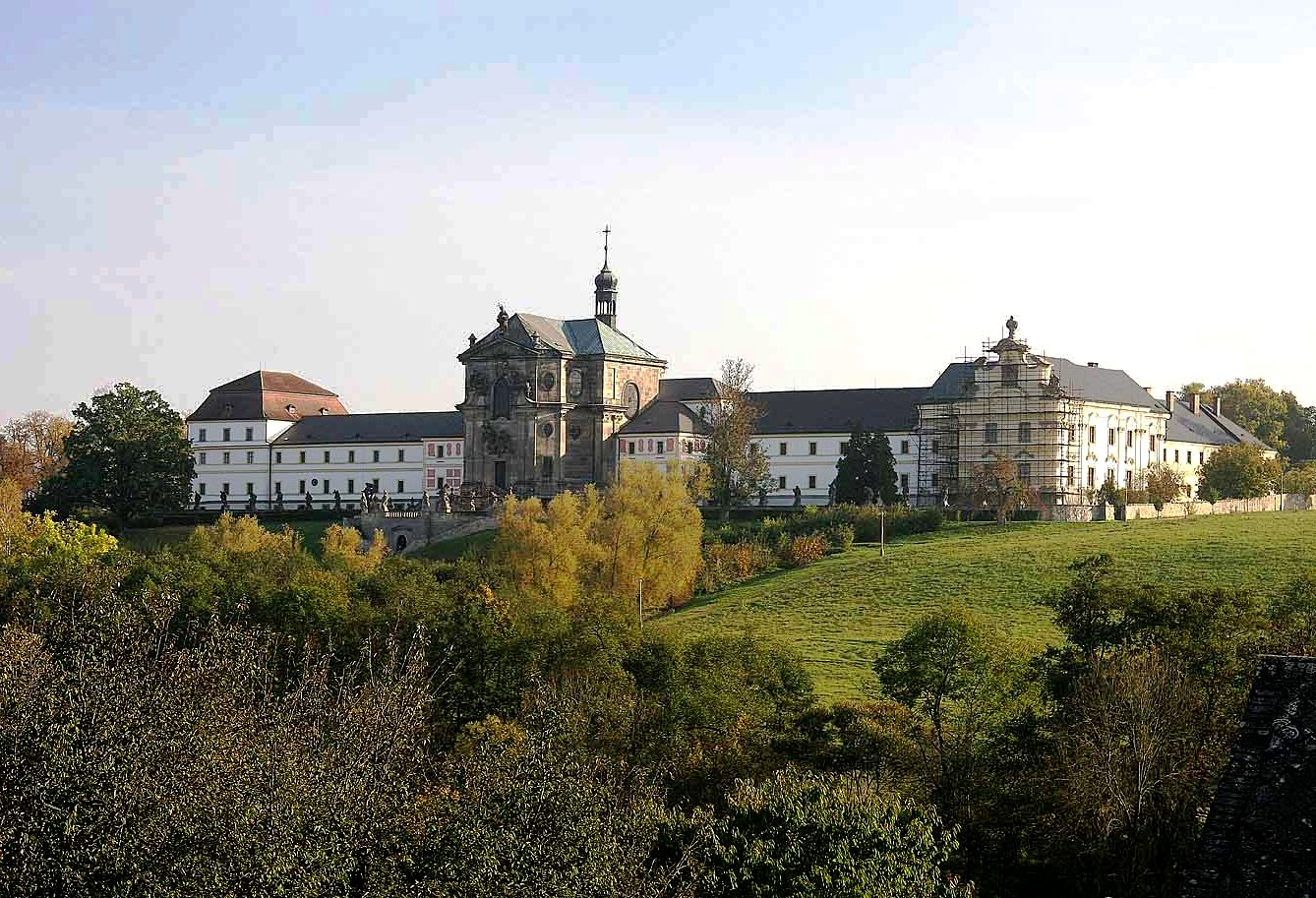
Kukus in Böhmen, Spital mit Dreifaltigkeitskirche

1685 erwarben Giovanni Pietro della Torre mit Ehefrau Maria Margaretha in Kaisersteinbruch nach dem Ableben des Meisters Domenicus Petruzzy, der 1683 im Türkenkrieg umgekommen war, dessen gesamten Besitz, Steinbruch samt Haus. Im selben Jahr wurde Felix Freywiller sein Lehrling. Dessen Vater, Heinrich aus Zürich zugewandert, bei Meister Pietro Maino Maderno das Handwerk erlernt hatte.

### Prager Hofsteinmetzmeister
Nach dem Tod des Vaters am 28. September 1687 erfolgte die Aufforderung des Prager Hofes, baldigst zu erscheinen und die Nachfolge als Hofsteinmetzmeister anzutreten.
Das Handwerk bestimmte Ambrosius Ferrethi zum neuen Lehrmeister für den Lehrling Felix.
Die Vermessung und damit die endgültige Abrechnung der Steinmetzarbeiten beim Passauer Dom zogen sich hin, nach Francesco Torres Tod musste eine Lösung gefunden werden. Gemeinsam mit seinem Bruder Bartolomeo della Torre, Pfarrer in Linz, ordnete Pietro diese Erbschaftsangelegenheit am 11. Februar 1688. Es handelte sich um den Betrag von etwa 47.000 Gulden, auf den schon mehrere Akontozahlungen erfolgt waren, um die letztlich gestritten wurde. Im Akt ist zu lesen, … man einigte sich zur Zufriedenheit der Brüder, … damit sind alle Forderungen am Passauer Dom für alle Zeiten abgegolten. In Prag bewohnte er das Haus des Vaters, legte am 3. November 1688 das Jurament zum königlichen Hofsteinmetz ab und in den Rechnungsbüchern der Burg sind erste Auszahlungsbeträge verzeichnet.
Sein Kaisersteinbrucher Besitz wurde in der Zeit seiner Abwesenheit vom befreundeten Mitmeister Giovanni Battista Passerini, seit 1699 Richter, verwaltet. Im Taufbuch der Teynkirche in der Prager Altstadt ist 1704 Töchterchen Maria Rosa eingetragen, Taufpate der edle Herr Marco Antonio Canevalle.
In der Fachliteratur Prags und Böhmens wird ausdrücklich die hohe Qualität seiner Arbeiten hervorgehoben, so zum Beispiel beim Palais Sramota, das abgerissen wurde, von dem aber die besonders schönen Steinmetzarbeiten von Torre sowie von Giovanni Battista d’Allio, das Portal, Pilaster und Kapitelle dem Prager Lapidarium übergeben wurden.
Franz Anton Graf Sporck gründete 1692 in Kukus an der Elbe ein Heilbad, ließ sich von Architekt Giovanni Battista Alliprandi sein Schloss auf der anderen Uferseite ein Spital mit der Dreifaltigkeitskirche errichten. Alliprandi entwarf diese Kirche mit ihrer monumentalen Fassade. Torre arbeitete ab 1707 bei der Kirche mit. Das war sein letzter Auftrag, er starb am 28. Februar 1711.
In Kaisersteinbruch verkauften die Erben am 20. August 1713 den Besitz, ein ganzer Steinbruch usw. an den Steinmetzmeister Franz Trumler und Ehefrau Eva.
Die Frage einer verwandtschaftlichen Beziehung mit dem Maler Daniel Gran, 1694 in Wien geboren, ist noch nicht beantwortet. Dieser nannte sich ab 1732 „della Torre“, ohne dass eine Nobilitierung nachgewiesen werden kann.

## Werke
- 1680: Passauer Dom, Architekt Carlo Lurago.
- 1688: Prager Burg, Lusthaus im Tiergarten Bubenec.
- 1694–1697: Palais Sramota in Prag, Architekt Paul Ignaz Bayer, 1925 zerstört.
- 1699–1700: Palais Clam-Gallas in Prag, Architekt Marc Antonio Canevalle, Fassade Johann Bernhard Fischer von Erlach
- 1702–1705: Palais Lobkowitz in Prag, Architekt Giovanni Battista Alliprandi. Hinter dem Tympanon ragt ein Attikaaufsatz hervor, auf dessen Pfeilern vier mächtige Steinvasen von Giovanni Pietro della Torre stehen.
- 1707–1710: Spitalskirche zur Hl. Dreifaltigkeit in Kukus, Böhmen.